# Nord Stream 2

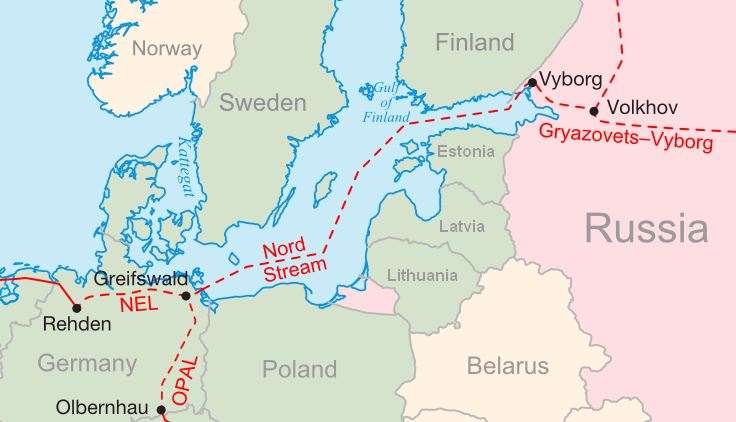
Schematyczna trasa Gazociągu Północnego (Nord Stream). Trasa Nord Stream 2 jest w znacznej mierze podobna.

Nord Stream 2 (ros. Северный поток – 2, Siewiernyj potok – 2) – 1234-kilometrowy gazociąg z Rosji do Niemiec biegnący przez Morze Bałtyckie.
Za planowanie, budowę i eksploatację gazociągu odpowiedzialna była spółka prawa szwajcarskiego Nord Stream 2 AG, której jedynym akcjonariuszem była rosyjska państwowa spółka akcyjna Gazprom.
Finansowanie gazociągu w wysokości 9,5 mld EUR było zapewnione w 50% przez spółki ENGIE SA, OMV AG, Royal Dutch Shell plc, Uniper SE i Wintershall Dea GmbH.
Gazociąg został ukończony (od 2021 r.), ale nie wszedł do użycia z powodów politycznych.

## Historia
Budowę gazociągu rozpoczęto w 2011 r. w celu powiększenia linii Nord Stream (Gazociąg Północny) i podwojenia rocznej przepustowości do 110 mld m³ (3,9 bln stóp sześciennych). Został ukończony we wrześniu 2021 roku, jednak nie został otworzony. Planowanie i budowa gazociągu zostały spowolnione, a ostatecznie zatrzymane w kontekście politycznych sporów z powodu obaw, że Rosja wykorzysta go dla przewagi geopolitycznej nad Europą Zachodnią i Ukrainą. Projekt był krytykowany m.in. przez Stany Zjednoczone i kraje Europy Wschodniej, ale popierany przez państwa Europy Zachodniej, które miały być głównym odbiorcą gazu z tego rurociągu.
15 lutego 2022 r. rosyjska Duma Państwowa podjęła uchwałę o uznaniu Donieckiej Republiki Ludowej i Ługańskiej Republiki Ludowej. 21 lutego 2022 prezydent Putin ogłosił uznanie przez Rosję republik donieckiej i ługańskiej. W następstwie tego kanclerz Niemiec Olaf Scholz, który wcześniej był zwolennikiem projektu Nord Stream 2, zawiesił certyfikację Nord Stream 2 w dniu 22 lutego 2022.
2 marca 2022 operator gazociągu – Nord Stream 2 AG, spółka zależna od rosyjskiego państwowego koncernu gazowego Gazprom, zakończyła działalność gospodarczą i zwolniła wszystkich 106 pracowników w wyniku sankcji nałożonych jako następstwo intensyfikacji wojny rosyjsko-ukraińskiej i podyktowanych przez to sankcji na Federację Rosyjską.
26 września 2022 roku stacje pomiarowe na terenie Szwecji i Danii odnotowały podwodne eksplozje w pobliżu gazociągów Nord Stream 1 i Nord Stream 2, pierwszy wybuch miał miejsce o godzinie 2:03, a drugi wybuch miał miejsce tego samego dnia, o 19:04. Obserwacje Morza Bałtyckiego z powietrza potwierdziły wycieki gazu z tych nitek. Wkrótce media i niektórzy zachodnioeuropejscy politycy zaczęli wskazywać na możliwość dokonania sabotażu, z podejrzeniem wskazującym Rosję, w związku z prowadzoną przez nią wojną na Ukrainie.

## Przebieg
Nord Stream 2 rozpoczyna się w tłoczni Sławianskaja w pobliżu portu Ust-Luga, położonego 2,8 km na południowy wschód od wsi Bolszoje Kuziomkino w rejonie kingisieppskim w obwodzie leningradzkim, w historycznej Ingrii w pobliżu granicy z Estonią. Jego wyjście na ląd znajduje się na Półwyspie Kurgalskim na brzegu Zatoki Narewskiej. Z wyjątkiem odcinka rosyjskiego i duńskiego trasa Nord Stream 2 przebiega głównie wzdłuż trasy Nord Stream.